# Arvid Lundell
Pour les articles homonymes, voir Lundell.
Arvid Waldemar Lundell, né le 6 septembre 1899 à Revelstoke (Colombie-Britannique) et mort le 6 mai 1984 dans la même ville, est un homme politique canadien de la Colombie-Britannique. Il est député provincial conservateur de la coalition de la circonscription britanno-colombienne de Revelstoke de 1949 à 1952 et de député créditiste de 1956 à 1960 et de 1963 à 1966.

## Biographie
Né à Revelstoke en Colombie-Britannique de parents d'origines suédoises, Lundell est le publieur du Revelstoke Review. 
Très impliqué en politique, il est conseiller municipal et maire de Revelstoke de 1962 à 1969,.
Lundell est également président du Canadian Weekly Newspapers Association. Il meurt à Revelstoke à l'âge de 84 ans.